# سياسة التأشيرات في جرينلاند

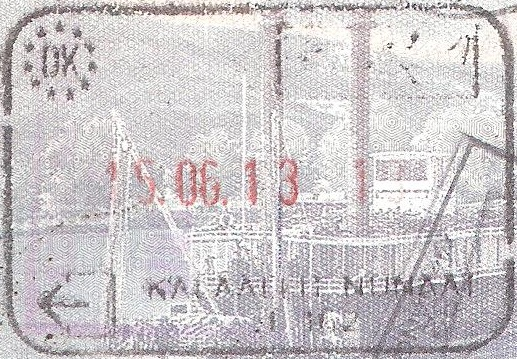
ختم خروج من جرينلاند على جواز سفر أمريكي

تتكون سياسة التأشيرات في جرينلاند من متطلبات دخول الأجانب والبقاء فيها.
جرينلاند إقليم يتمتع بالحكم الذاتي تابع لمملكة الدنمارك. ويتمتع مواطنو بلدان الشمال الأوروبي بحرية الدخول والإقامة والعمل في جرينلاند، ويمكن لمواطني الدول الأخرى المعفاة من التأشيرات للإقامات القصيرة في منطقة شنغن أيضاً زيارة جرينلاند بدون تأشيرة. بالإضافة إلى ذلك، لا تخضع مستندات السفر للفحص بين جرينلاند ودول منطقة شنغن. ومع ذلك، فإن جرينلاند ليست جزءاً من الاتحاد الأوروبي أو منطقة شنغن، لذلك لا يحق لمواطني الاتحاد الأوروبي أو دول شنغن، باستثناء دول الشمال الأوروبي، الإقامة في جرينلاند بحرية، والتأشيرات أو تصاريح الإقامة الصادرة لدخول دول شنغن هي غير صالح للسفر إلى جرينلاند. ويمكن الحصول على تأشيرات محددة لجرينلاند في البعثات القنصلية لمملكة الدنمارك، وشروطها مماثلة لتلك الخاصة بتأشيرات شنغن. تأشيرات جرينلاند غير صالحة للسفر إلى منطقة شنغن.

## إعفاءات التأشيرة

جرينلاند
حرية التنقل
تأشيرة غير مطلوبة (لمدة 90 يوماً)
تأشيرة مطلوبة

### حرية التنقل
يتمتع مواطنو دول الشمال (الدنمارك وفنلندا وأيسلندا والنرويج والسويد) بحرية الدخول والإقامة والعمل في جرينلاند.

### إقامات قصيرة
يمكن لمواطني الدول المعفاة من التأشيرات للإقامات القصيرة في منطقة شنغن (دول الاتحاد الأوروبي وشنغن ودول الملحق الثاني) زيارة جرينلاند بدون تأشيرة لمدة تصل إلى 90 يوماً.
التأشيرات وتصاريح الإقامة الصادرة لدخول دول شنغن غير صالحة للسفر إلى جرينلاند، لذلك يجب أن يكون لدى مواطني الدول غير المعفاة تأشيرة محددة لجرينلاند. قد يتم طلب هذه التأشيرة من البعثة الدبلوماسية الدنماركية أو دائرة الهجرة الدنماركية. إجراءات التقديم للحصول على هذه التأشيرة هي نفسها بالنسبة لتأشيرة شنغن، ومن الممكن طلب كلا التأشيرات بطلب واحد.

## وثائق السفر
يمكن لمواطني دول الشمال السفر إلى جرينلاند بجواز سفر أو بطاقة هوية. يجب على مواطني الدول الأخرى، بما في ذلك دول الاتحاد الأوروبي ودول شنغن الأخرى، حمل جواز سفر للسفر إلى جرينلاند.
لا يتم التحقق من وثائق السفر عند السفر مباشرة بين جرينلاند ومنطقة شنغن، ولكن لا يزال يُنصح المسافرون بحمل هوية مقبولة.